# To Your Eternity
To Your Eternity (不滅のあなたへ Fumetsu no Anata he?,  lit. "Para ti, el inmortal") es un manga escrito e ilustrado por Yoshitoki Ōima, serializado en el semanario Shōnen Magazine desde el 9 de noviembre de 2016 hasta el 4 de junio de 2025. Ha sido recopilado por Kōdansha en veinticinco volúmenes tankōbon hasta la fecha. El manga fue licenciado para España por Milky Way Ediciones,que publicó el primer volumen en español el 24 de mayo de 2017.
Una adaptación de anime por Brain's Base fue originalmente programada para estrenarse en NHK Educational TV en octubre de 2020, pero la serie se retrasó hasta abril de 2021 debido a la pandemia de COVID-19. Una segunda temporada del anime se estrenó el 23 de octubre de 2022. Una tercera temporada se estrenará en octubre de 2025.

## Sinopsis
Fushi, una misteriosa forma de vida inmortal, es enviado a la Tierra sin emociones ni identidad. Sin embargo, Fushi es capaz de tomar la forma de aquellos a su alrededor siempre y cuando hagan contacto por lo menos una vez.
En primer lugar, Fushi fue una esfera. Después, imitó la forma de una roca. A medida que la temperatura bajó y la nieve cayó sobre el musgo, “aquello” tomó la forma del musgo. Cuando un lobo herido y solitario llegó cojeando y se desplomó a su muerte, Fushi tomó la forma del animal. Finalmente, luego de todo esto, obtuvo su conciencia y comenzó a atravesar la vacía tundra hasta que encontró un niño.
El chico vive solo en un pueblo abandonado, en donde los adultos existieron hace mucho tiempo mientras buscaban el paraíso que, se dice, existe más allá de la tundra blanca. Sin embargo, sus esfuerzos fueron en vano y ahora el niño está en un estado crítico. Tomando la forma del chico, Fushi emprendió un nuevo viaje interminable en la búsqueda de nuevas experiencias, lugares y personas.
"Aquello" conoce a una niña que iba a ser sacrificada en el paraíso al "espíritu del oso", la niña llamada "March" escapó y ahí fue donde conoció a "Aquello" después de un tiempo la niña recuerda que cuando lo encontró estaba muerto pero vio como volvía a regenerarse a base de esto "March" le dio el nombre de "Fushi", que significa inmortal.

## Personajes
Fushi (フシ Fushi?)
 Seiyū: Reiji Kawashima, José Luis Piedra (español latino), Rodrigo Martín (español castellano)
Es una criatura divina que puede cambiar su forma y hacer crecer objetos de su cuerpo. Fue enviado a la Tierra para preservar información y experiencias. A través de su viaje, aprende a comunicarse con los humanos.
Parona (パロナ Parona?)
 Seiyū: Aya Uchida, Mildred Barrera (español latino), Henar Hernández (español castellano)
Una aldeana exiliada; una amiga y hermana mayor figura para Fushi y March.
Pioran (ピオラン Pioran?)
 Seiyū: Rikako Aikawa, Isabel Martiñón (español latino, temporada 1), Magda Giner (español latino, temporada 2), Ana Rodriguez (español castellano)
Una anciana que cuida a Fushi. Finalmente, muere de vejez y renace como un caballo que ayuda a Fushi durante décadas según su petición de muerte.
Hayase (ハヤセ Hayase?)
 Seiyū: Mitsuki Saiga, Alejandra Delint (español latino), Marta Argota (español castellano)
Es una guerrera que intenta sacrificar a la joven March y luego la mata. Ella tiene un interés obsesivo en Fushi y sus habilidades sobrenaturales en constante desarrollo. Se desempeñó como antagonista principal de los primeros arcos del manga y la primera temporada del anime. Sus descendientes y reencarnaciones se dedican por completo a proteger a Fushi en su lugar y tienen la intención de continuar con su retorcido linaje para las generaciones futuras como una unidad devota similar a un culto llamada Guardianes.
March (マーチ Māchi?)
 Seiyū: Rie Hikisaka, Ana Lobo (español latino), Andrea Villaverde (español castellano)
Es una niña que adopta a Fushi después de escapar de un ritual de sacrificio.
El Espectador (観察者 Kansatsu-sha?)
 Seiyū: Kenjirō Tsuda, Carlos Segundo (español latino), Ángel Luis (español castellano)
Es el narrador y creador de Fushi que arrojó a Fushi, como el Orbe, a la Tierra en el comienzo de la serie para observarlo a medida que cambia de forma y adquiere más estimulación. En última instancia, toma la decisión de abandonar su creación y hacer que su propia esencia espiritual vital/feérica renazca como un joven humano llamado Satoru.

## Contenido de la obra

### Manga
Yoshitoki Ōima lanzó Fumetsu no Anata e en el número 50 de la revista Shūkan Shōnen Magazine de Kōdansha el 9 de noviembre de 2016. El manga fue anunciado el 23 de mayo de 2016. Es la segunda serie de Ōima en el semanario Shōnen Magazine; la primera que presentó, Koe no Katachi, había sido aclamada por la crítica. El primer arco de la serie terminó el 4 de diciembre de 2019, mientras que el segundo comenzó el 22 de enero de 2020. La serie se concluyó el 4 de junio de 2025.

#### Lista de volúmenes
| N.º | Fecha de lanzamiento     | ISBN original          | Fecha de lanzamiento en español | ISBN en español        |
| --- | ------------------------ | ---------------------- | ------------------------------- | ---------------------- |
| 1   | 17 de enero de 2017      | ISBN 978-4-06-395842-3 | 24 de mayo de 2017              | ISBN 978-84-16960-39-2 |
| 2   | 17 de marzo de 2017      | ISBN 978-4-06-395887-4 | 27 de julio de 2017             | ISBN 978-84-16960-58-3 |
| 3   | 16 de junio de 2017      | ISBN 978-4-06-395955-0 | 26 de septiembre de 2017        | ISBN 978-84-16960-68-2 |
| 4   | 15 de septiembre de 2017 | ISBN 978-4-06-510189-6 | 30 de noviembre de 2017         | ISBN 978-84-16960-86-6 |
| 5   | 11 de noviembre de 2017  | ISBN 978-4-06-510385-2 | 30 de enero de 2018             | ISBN 978-84-16960-98-9 |
| 6   | 16 de febrero de 2018    | ISBN 978-4-06-510963-2 | 26 de abril de 2018             | ISBN 978-84-17373-22-1 |
| 7   | 15 de junio de 2018      | ISBN 978-4-06-511410-0 | 29 de noviembre de 2018         | ISBN 978-84-17373-69-6 |
| 8   | 14 de septiembre de 2018 | ISBN 978-4-06-512231-0 | 28 de febrero de 2019           | ISBN 978-84-17373-98-6 |
| 9   | 17 de diciembre de 2018  | ISBN 978-4-06-513396-5 | 29 de mayo de 2019              | ISBN 978-84-17820-22-0 |
| 10  | 17 de abril de 2019      | ISBN 978-4-06-514449-7 | 30 de enero de 2020             | ISBN 978-84-17820-90-9 |
| 11  | 16 de agosto de 2019     | ISBN 978-4-06-515316-1 | 25 de junio de 2020             | ISBN 978-84-18222-12-2 |
| 12  | 17 de enero de 2020      | ISBN 978-4-06-517663-4 | 29 de octubre de 2020           | ISBN 978-84-18222-53-5 |
| 13  | 17 de julio de 2020      | ISBN 978-4-06-519308-2 | 25 de febrero de 2021           | ISBN 978-84-18222-81-8 |
| 14  | 17 de diciembre de 2020  | ISBN 978-4-06-521479-4 | 29 de julio de 2021             | ISBN 978-84-18788-35-2 |
| 15  | 15 de abril de 2021      | ISBN 978-4-06-522887-6 | 30 de septiembre de 2021        | ISBN 978-84-18788-53-6 |
| 16  | 17 de agosto de 2021     | ISBN 978-4-06-524555-2 | 31 de mayo de 2022              | ISBN 978-84-19195-37-1 |
| 17  | 17 de febrero de 2022    | ISBN 978-4-06-526901-5 | 28 de julio de 2022             | ISBN 978-84-19195-68-5 |
| 18  | 16 de septiembre de 2022 | ISBN 978-4-06-529131-3 | 31 de mayo de 2023              | ISBN 978-84-19536-95-2 |
| 19  | 17 de febrero de 2023    | ISBN 978-4-06-530626-0 | 20 de noviembre de 2023         | ISBN 978-84-19914-58-3 |
| 20  | 17 de agosto de 2023     | ISBN 978-4-06-532192-8 | 28 de agosto de 2024            | ISBN 978-84-10223-83-7 |
| 21  | 17 de enero de 2024      | ISBN 978-4-06-534185-8 | 16 de diciembre de 2024         | ISBN 979-13-87506-31-5 |
| 22  | 17 de junio de 2024      | ISBN 978-4-06-535784-2 | 26 de junio de 2025             | ISBN 979-13-87831-18-9 |
| 23  | 15 de noviembre de 2024  | ISBN 978-4-06-537434-4 | —                               | —                      |
| 24  | 16 de abril de 2025      | ISBN 978-4-06-539095-5 | —                               | —                      |
| 25  | 12 de agosto de 2025     | ISBN 978-4-06-540005-0 | —                               | —                      |

### Anime
El 8 de enero de 2020, Kōdansha anunció que el manga recibiría una adaptación a serie de anime para transmitirse en NHK Educational TV. La serie de 20 episodios está animada por Brain's Base y dirigida por Masahiko Murata, con Shinzō Fujita a cargo de la composición de la serie, y Koji Yabuno diseñando los personajes y Ryo Kawasaki componiendo la música de la serie. Originalmente programado para estrenarse en octubre de 2020, la serie se retrasó para estrenarse el 12 de abril de 2021 debido a la pandemia de COVID-19. Crunchyroll ha obtenido la licencia del anime para su transmisión fuera de Asia. Medialink también ha adquirido la serie para transmitirla bajo su marca Ani-One. Utada Hikaru interpretará el tema de apertura de la serie "PINK BLOOD", mientras que Masashi Hamauzu compone el tema de cierre de la serie "Mediator".
El 12 de abril de 2021, Crunchyroll anunció que la serie recibió un doblaje en español latino, que se estrenó el 31 de mayo (primera temporada) y el 13 de noviembre de 2022 (segunda temporada). El 17 de febrero de 2023.
El 30 de agosto de 2021 se anunció la producción de una segunda temporada, que se estrenó el 23 de octubre de 2022. Drive reemplaza a Brain's Base en la animación de la segunda temporada, mientras que Kiyoko Sayama reemplaza a Masahiko Murata como director. El resto del personal principal de la primera temporada regresa con sus roles.
Se anunció la producción de una tercera temporada después del final de la segunda temporada. Studio Massket se une a Drive para animar la tercera temporada, con Sōta Yokote como director, Sayama regresando como directora jefe y el resto del personal y el elenco repitiendo sus roles. Se estrenará el 4 de octubre de 2025.